# Quyền LGBT ở Estonia
Quyền của người đồng tính nữ, đồng tính nam, song tính và chuyển giới (tiếng Estonia: lesbi, gei, biseksuaalne ja transsooline) ở Estonia phải đối mặt với những thách thức pháp lý mà những người không phải LGBT không gặp phải. Cả nam và nữ hoạt động tình dục đồng giới đều hợp pháp ở Estonia. Kể từ ngày 1 tháng 1 năm 2016, các cặp đồng giới có thể đăng ký mối quan hệ của họ như một thỏa thuận chung sống, điều này mang lại cho họ gần như tất cả các biện pháp bảo vệ pháp lý tương tự dành cho các cặp đôi khác giới. Tuy nhiên, các cặp đồng giới không thể kết hôn hoặc cùng nhận nuôi.
Phần lớn, Estonia được coi là quốc gia Xô Viết tự do nhất khi nói đến quyền LGBT. Sự chấp nhận của người LGBT đã tăng lên đáng kể từ đầu thế kỷ 21, mặc dù có một khoảng cách tuổi tác đáng chú ý, vì những người trẻ tuổi có xu hướng khoan dung và tự do hơn, trong khi những người lớn tuổi có xu hướng bảo thủ xã hội hơn.

## Điều kiện xã hội

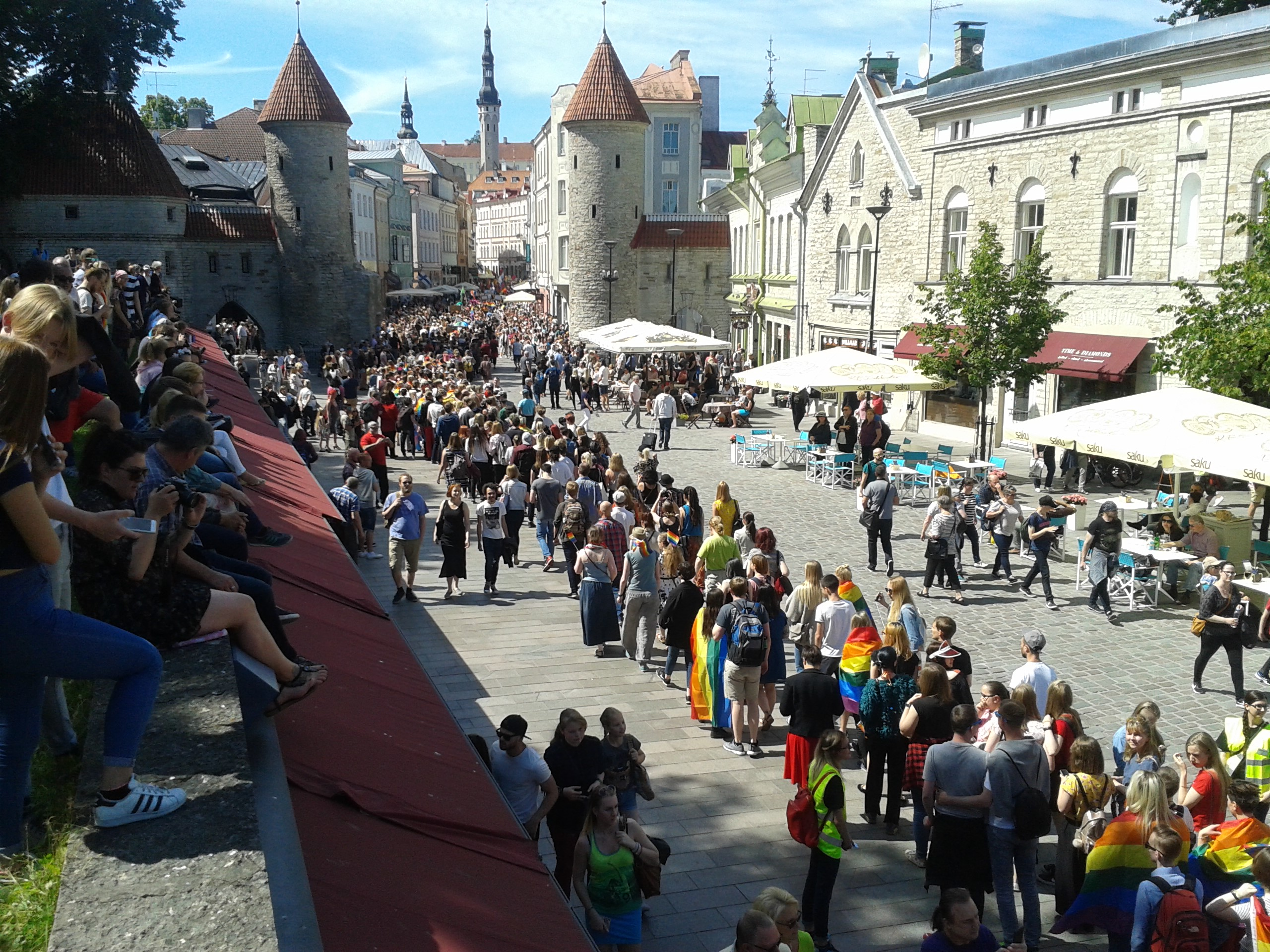
Phiên bản 2017 của Tallinn Pride

Mặc dù Estonia được coi là tự do hơn về quyền LGBT so với các quốc gia vùng Baltic khác, sự phân biệt đối xử và định kiến đối với người LGBT vẫn phổ biến ở hầu hết các khu vực của xã hội Estonia. Đồng tính luyến ái nam là bất hợp pháp ở Liên Xô trước đây, bao gồm cả Estonia, mặc dù tình hình có vẻ tự do hơn ở Estonia so với hầu hết các khu vực khác của các nước Baltic. Trước thời Liên Xô chiếm đóng, trong thời kỳ Cộng hòa Estonia 1 (1918-1940) hoạt động tình dục đồng giới là hợp pháp. Vào giữa những năm 1980, có một quán bar đồng tính không chính thức ở Tallinn. Ngoài ra còn có ít nhất một khu vực bay trong cả Tallinn và Tartu, mặc dù bên ngoài hai thành phố này, khung cảnh đồng tính là vô cùng vô hình. Hội nghị đầu tiên dành riêng cho các nhóm thiểu số tình dục đã diễn ra tại Tallinn vào năm 1990. Đồng thời, Hiệp hội đồng tính nữ Estonia (Eesti Lesbiliit) được thành lập.
Cuộc diễu hành niềm tự hào đồng tính đã được tổ chức tại Tallinn từ năm 2004 đến 2007, khi những người tham gia bị tấn công và đánh đập bởi những người biểu tình chống đồng tính.
Vào tháng 6 năm 2006, Đại sứ Hà Lan tại Estonia Hans Glaubitz đã yêu cầu ông được chuyển đến lãnh sự quán Hà Lan tại Montreal, Canada sau khi lạm dụng ngôn từ đồng tính và chủng tộc liên tục được đưa ra chống lại đối tác của mình, một vũ công Afro-Cuba tên là Raúl García Lao, bởi công dân ở thủ đô Tallinn. Một tuyên bố được đưa ra bởi chính quyền Estonia tuyên bố rằng họ "rất hối hận về các sự cố".
Từ ngày 6 tháng 6 đến ngày 12 tháng 6 năm 2011, Estonia đã tổ chức Baltic Pride, một lễ hội nhằm thúc đẩy sự ủng hộ và nhận thức nhiều hơn cho người LGBT. Diễn giả chính tại sự kiện bao gồm Riho Rahuoja, Phó Tổng thư ký Chính sách xã hội tại Bộ Xã hội; Christian Veske, Chuyên gia chính của Cục Bình đẳng giới; Kari Käsper, Giám đốc dự án của chiến dịch "Đa dạng hóa phong phú" từ Trung tâm nhân quyền Estonia; Hanna Kannelmäe từ tổ chức phi chính phủ thanh niên đồng tính người Estonia; Đại sứ Hoa Kỳ tại Estonia Michael C. Polt; Đại sứ Anh tại Estonia Peter Carter và nhiếp ảnh gia người Anh Clare B. Dimyon, người đã trưng bày "Tự hào về bản sắc của chúng tôi" tại Trung tâm Solaris của Tallinn vào ngày 31 tháng 3. "Tự hào về bản sắc của chúng tôi" bao gồm các bức ảnh của và bởi những người đồng tính nữ, đồng tính nam, song tính và chuyển giới được chụp tại các sự kiện Pride khác nhau trên khắp châu Âu, bao gồm các bức ảnh của người LGBT người Estonia. Tallinn tổ chức sự kiện một lần nữa vào năm 2014 và 2017.
Sau các cuộc tấn công chống đồng tính bạo lực năm 2007, không có cuộc diễu hành nào của Tallinn Pride diễn ra ở thủ đô của Estonia cho đến năm 2017. Khoảng 1.800 người đã tham dự sự kiện này vào năm 2017. Cuộc diễu hành tự hào cũng nhận được sự ủng hộ của nhiều đại sứ quán nước ngoài, bao gồm các đại sứ quán Mỹ, Anh, Pháp, Đức, Latvia và Litva, trong số nhiều người khác.

## Bảng tóm tắt
| Hoạt động tình dục đồng giới hợp pháp                                                                                       | (Từ năm 1992)                                                                 |
| Độ tuổi đồng ý (14) | (Từ năm 2001)                                                                 |
| Luật chống phân biệt đối xử trong việc làm                                                                                  | (Từ năm 2004)                                                                 |
| Luật chống phân biệt đối xử trong việc cung cấp hàng hóa và dịch vụ                                                         | (Từ năm 2009)                                                                 |
| Luật chống phân biệt đối xử trong tất cả các lĩnh vực khác (bao gồm phân biệt đối xử gián tiếp, ngôn từ kích động thù địch) | (Từ năm 2008)                                                                 |
| Hôn nhân đồng giới | / (Hôn nhân đồng giới được thực hiện ở nước ngoài được công nhận từ năm 2016) |
| Công nhận các cặp đồng giới                                                                                                 | (Từ năm 2016)                                                                 |
| Công nhận nhận con nuôi cho người độc thân bất kể xu hướng tình dục                                                         | Yes                                                                           |
| Con nuôi của các cặp vợ chồng đồng giới                                                                                     | (Từ năm 2016)                                                                 |
| Con nuôi chung của các cặp đồng giới                                                                                        | No                                                                            |
| Người đồng tính nam, đồng tính nữ, song tính và chuyển giới được phép phục vụ công khai trong quân đội                      | Yes                                                                           |
| Quyền thay đổi giới tính hợp pháp                                                                                           | (Từ năm 2002)                                                                 |
| Liệu pháp chuyển đổi bị cấm đối với trẻ vị thành niên                                                                       | No                                                                            |
| Truy cập IVF cho đồng tính nữ                                                                                               | Yes                                                                           |
| Mang thai hộ cho các cặp đồng tính nam                                                                                      | (Bất hợp pháp cho các cặp vợ chồng dị tính cũng vậy)                          |
| NQHN được phép hiến máu | No                                                                            |